# Garrett Gilkey
Garrett Gilkey (Sandwich, 9 luglio 1990) è un giocatore di football americano statunitense che gioca nel ruolo di offensive tackle per i Tampa Bay Buccaneers della National Football League (NFL). Fu scelto nel corso del settimo giro (227º assoluto) del Draft NFL 2013 dai Cleveland Browns. Al college ha giocato a football alla Chadron State University.

## Carriera professionistica

### Cleveland Browns
Gilkey fu scelto nel corso del settimo giro del Draft 2013 dai Cleveland Browns. Debuttò come professionista nella vittoria della settimana 3 contro i Minnesota Vikings. La sua stagione da rookie si concluse con 6 presenze, di cui una come titolare.

### Tampa Bay Buccaneers
Nel 2014, Gilkey passò ai Tampa Bay Buccaneers con cui disputò per la prima volta tutte le 16 partite, una delle quali come titolare.

## Statistiche
| Partite totali      | 22 |
| Partite da titolare | 2  |

Statistiche aggiornate alla stagione 2014